# Robert Elswit
Robert Christopher Elswit (22 april 1950) is een Amerikaans cameraman.
Elswit werd in de staat Californië geboren en is afgestudeerd aan de University of Southern California School of Cinematic Arts in Los Angeles. Hij werkt regelmatig samen met de filmregisseur Paul Thomas Anderson. Hij is lid van de American Society of Cinematographers. Elswit werd in 2006 genomineerd voor een Oscar met de film Good Night, and Good Luck voor beste camerawerk en won in 2008 daadwerkelijk het beeldje voor de film There Will Be Blood. Hij won ook in 1986 een Emmy Award voor de aflevering: "The War Between the Classes" van de televisieserie CBS Schoolbreak Special in de categorie: Outstanding Achievement in Cinematography.

## Filmografie
- 1982: Waltz Across Texas
- 1983: Summerspell
- 1985: The Sure Thing
- 1985: Moving Violations
- 1985: Desert Hearts
- 1986: Trick or Treat
- 1987: Amazing Grace and Chuck
- 1988: Return of the Living Dead Part II
- 1989: How I Got Into College
- 1989: Heart of Dixie
- 1990: Bad Influence
- 1991: Paris Trout
- 1992: The Hand That Rocks the Cradle
- 1992: Waterland
- 1993: A Dangerous Woman
- 1996: Hard Eight
- 1996: The Pallbearer
- 1996: Boys
- 1997: Boogie Nights
- 1997: Tomorrow Never Dies
- 1999: 8MM
- 1999: Magnolia
- 2000: Bounce
- 2001: Heist
- 2001: Impostor
- 2002: Punch-Drunk Love
- 2003: Behind the Red Door
- 2003: Gigli
- 2003: Runaway Jury
- 2005: Good Night, and Good Luck
- 2005: Syriana
- 2006: American Dreamz
- 2007: Michael Clayton
- 2007: There Will Be Blood
- 2008: Redbelt
- 2008: The Burning Plain
- 2009: Duplicity
- 2009: The Men Who Stare at Goats
- 2010: Salt
- 2010: The Town
- 2011: Mission: Impossible – Ghost Protocol
- 2012: The Bourne Legacy
- 2014: Nightcrawler
- 2014: Inherent Vice
- 2015: Mission: Impossible – Rogue Nation
- 2016: Gold
- 2017: Suburbicon
- 2017: Roman J. Israel, Esq.
- 2018: Write When You Get Work
- 2018: Skyscraper
- 2019: Velvet Buzzsaw
- 2020: The King of Staten Island

## Prijzen en nominaties
| jaar | prijs                      | beste camerawerk voor de film | uitslag     |
| ---- | -------------------------- | ----------------------------- | ----------- |
| 2006 | Academy Award              | Good Night, and Good Luck     | Genomineerd |
| 2008 | Academy Award              | There Will Be Blood           | Gewonnen    |
| 2008 | British Academy Film Award | There Will Be Blood           | Genomineerd |
| 1986 | Emmy Award                 | CBS Schoolbreak Special       | Gewonnen    |
| 1998 | Independent Spirit Award   | Hard Eight                    | Genomineerd |
| 2006 | Independent Spirit Award   | Good Night, and Good Luck     | Gewonnen    |
| 2005 | Satellite Award            | Good Night, and Good Luck     | Genomineerd |
| 2007 | Satellite Award            | There Will Be Blood           | Genomineerd |
| 2010 | Satellite Award            | Salt                          | Genomineerd |
| 2014 | Satellite Award            | Inherent Vice                 | Genomineerd |